# Momeyer
Momeyer – miasto w Stanach Zjednoczonych, w stanie Karolina Północna, w hrabstwie Nash.